# Giro de Ligúria
O Giro de Ligúria (oficialmente: Giro della Liguria) foi uma corrida de ciclismo profissional por etapas italiana que se disputava na região da Ligúria, no mês de fevereiro.
Foi criada em 2001 com o nome de Giro Riviera Ligure Ponente na categoria 2.4 ascendendo ao ano seguinte à categoria 2.3. Em 2003 adoptou o novo nome de Giro della Liguria em categoria 2.3 disputando-se a sua última edição um ano depois, em 2004, na categoria 1.3 (ao converter-se a corrida de um dia).
Quase sempre teve três etapas, excepto na de 2003 que teve três com um duplo sector; e a de 2004 na que a primeira se cancelou, a segunda, vencida por Bo Hamburger, não contou oficialmente se contando como oficial só a última como corrida de um dia.

## Palmarés
| Ano                         | Ganhador        | Segundo           | Terceiro         |
| --------------------------- | --------------- | ----------------- | ---------------- |
| Giro Riviera Ligure Ponente |                 |                   |                  |
| 2001                        | László Bodrogi  | Andrea Ferrigato  | Freddy González  |
| 2002                        | Paolo Bettini   | Fabio Sacchi      | Alberto Ongarato |
| Giro della Liguria          |                 |                   |                  |
| 2003                        | Danilo Di Luca  | Giuseppe Palumbo  | Wladimir Belli   |
| 2004                        | Filippo Pozzato | Crescenzo D'Amore | Fred Rodríguez   |

## Palmarés por países
| País    | Vitórias |
| ------- | -------- |
| Itália  | 3        |
| Hungria | 1        |